# 近藤義之
近藤 義之（こんどう よしゆき、1953年1月1日 - ）は、神奈川県川崎市出身の元プロ野球選手（投手、野手）。左投左打。

## 来歴
川崎市立中原中学校を卒業後、1967年夏に行われた近鉄バファローズのテストに合格し、ドラフト外で入団した。この年、近鉄はスカウト制度を廃止し、仙台、東京、名古屋、中国、九州に情報提供者を置き、そこからの情報を元に新人選手を獲得する試みをした。更に当時の球団社長だった芥田武夫は「どうしてもプロ野球でやりたいという強い意志と素質のある選手」に狙いをつけて日本球界で初の三軍構想を練った。8月25日に藤井寺球場等で新人公募テストが行われ、98人の受験者から近藤、釜野照義、東新昇、原野一博の4人が最終合格し、入団に漕ぎ着けた。
しかし、近鉄在籍3年間で一度も一軍に上がる事は出来なかった。また大阪府立天王寺高等学校定時制に入学して、野球と学業の両立を目指すも中退した。1971年11月26日に南海ホークスにトレードされて野手転向も図るが、南海でも一軍出場は果たせず、1972年オフに引退した。引退後は、実家に戻り石油販売会社員として働いていた。
近藤の入団については2点の特筆部分があり、一つは15歳でシーズン1年目を迎えた事である。日本プロ野球界では最年少記録であり、近藤の他には1936年に名古屋軍（現・中日ドラゴンズ）にテスト入団した西沢道夫と2004年のドラフト会議で阪神タイガースに8巡目指名された辻本賢人しかいない記録である。もう一つは、1965年のドラフト制導入後において数少ない、最終学歴が中卒の選手と言う事である。近藤の他には上森合直幸（1972年〜1976年にロッテの投手として在籍）と稲垣秀次（1983年〜1989年に巨人に野手として在籍）の2人がいるのみである。なお、この3人の内、先述の通り近藤が最も若くしてプロ入りした。

## 詳細情報

### 年度別打撃成績
- 一軍公式戦出場なし

### 背番号
- 71 （1968年 - 1970年）
- 81 （1971年）
- 43 （1972年）